# Ommatius monensis
Ommatius monensis är en tvåvingeart som beskrevs av Scarbrough 1984. Ommatius monensis ingår i släktet Ommatius och familjen rovflugor.
Artens utbredningsområde är Puerto Rico. Inga underarter finns listade i Catalogue of Life.